# World Series 1955
Le World Series 1955 sono state la 52ª edizione della serie di finale della Major League Baseball al meglio delle sette partite tra i campioni della National League (NL) 1954, i Brooklyn Dodgers e quelli della American League (AL), i New York Yankees. A vincere il loro primo titolo furono i Dodgers per quattro gare a tre.
Questo fu l'unico titolo dei Dodgers durante la loro permanenza a Brooklyn, con la squadra che si trasferì a Los Angeles dopo la stagione 1957. Fu la quinta volta in nove anni che gli Yankees e i Dodgers si incontrarono nelle World Series, con gli Yankees che avevano vinto in tutte le quattro occasioni precedenti e che avrebbero vinto anche la rivincita l'anno successivo.
Queste World Series segnarono anche la fine di un lungo periodo di imbattibilità per gli Yankees in finale. Fu la loro prima sconfitta dal 1942 e solamente la seconda dal 1926. In quel periodo di tempo ebbero un record di 15–2, mentre avrebbero perso in seguito nel 1957, 1960, 1963 e 1964, con un record di 4–5 nei dieci anni successivi.

## Sommario
Brooklyn ha vinto la serie, 4-3.
| Gara | Data         | Risultato                                  | Stadio         | Tempo | Pubblico |
| ---- | ------------ | ------------------------------------------ | -------------- | ----- | -------- |
| 1    | 28 settembre | Brooklyn Dodgers – 5, New York Yankees – 6 | Yankee Stadium | 2:31  | 63.869   |
| 2    | 29 settembre | Brooklyn Dodgers – 2, New York Yankees – 4 | Yankee Stadium | 2:28  | 64.707   |
| 3    | 30 settembre | New York Yankees – 3, Brooklyn Dodgers – 8 | Ebbets Field   | 2:20  | 34.209   |
| 4    | 1º ottobre   | New York Yankees – 5, Brooklyn Dodgers – 8 | Ebbets Field   | 2:57  | 36.242   |
| 5    | 2 ottobre    | New York Yankees – 3, Brooklyn Dodgers – 5 | Ebbets Field   | 2:40  | 36.796   |
| 6    | 3 ottobre    | Brooklyn Dodgers – 1, New York Yankees – 5 | Yankee Stadium | 2:34  | 64.022   |
| 7    | 4 ottobre    | Brooklyn Dodgers – 2, New York Yankees – 0 | Yankee Stadium | 2:44  | 62.465   |

## Hall of Famer coinvolti
- Dodgers: Walter Alston (man.), Roy Campanella, Sandy Koufax (non sceso in campo), Pee Wee Reese, Jackie Robinson, Duke Snider, Tommy Lasorda‡ (non sceso in campo)
- Yankees: Casey Stengel (mgr.), Yogi Berra, Whitey Ford, Mickey Mantle, Phil Rizzuto

‡ introdotto come manager